# Уханьский университет
Уханьский университет (упрощённый китайский: 武汉 大学; традиционный китайский: 武漢 大學; пиньинь: Wǔhàn Dàxué; в просторечии: 武 大; Wǔdà, англ. Wuhan University) — национальный исследовательский университет, расположенный в городе Ухань, провинция Хубэй, Китай. Это один из самых престижных университетов Китая, признанный Министерством образования Китая как элитный университет первого класса (Class A Double First Class University). Уханьский университет расположен на горе Луоцзя, с роскошными зданиями, сочетающими китайский и западный стили. Кампус университета считается одним из самых красивых в Китае.
Уханьский университет неизменно входит в число лучших университетов Китая. В национальном рейтинге он занял четвёртое место в 2016 году и третье место в 2017 году благодаря своим академическим успехам. Университет хорошо известен исследованиями в таких областях, как социальные науки, дистанционное зондирование, геодезическая инженерия и гидротехника. Он находится под руководством Министерства образования Китая и был включён в состав проектов 985 и 211. Он неизменно входит в топ-250 лучших университетов мира в соответствии с Академическим рейтингом университетов мира (Шанхайским рейтингом), рейтингом QS World University Rankings, Times Higher Education World University Rankings.

## История

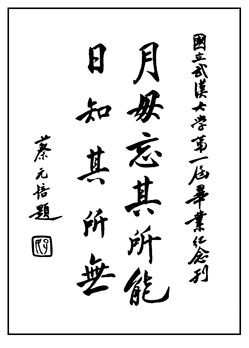
Поздравительная каллиграфия, врученная Цай Юаньпэйем первому классу выпускников Уханьского Национального университета.

История университета берёт свое начало с Института Цзыцян (традиционный китайский: 自強 學堂; упрощённый китайский: 自强 学堂; пиньинь: Цзиан Сюэтан), который был основан в 1893 году Чжан Чжидуном, губернатором провинций Хубэй и Хунань на закате династии Цин.
В первые годы своего существования Институт Цзыцян предлагал четыре направления: китайский язык, математику, естествознание и бизнес. После объединения с Институтом минералов и Институтом химии, предлагаемые курсы были расширены до естественных наук и инженерии. Помимо китайского языка стали преподавать английский, французский, немецкий, русский и японский языки.
В октябре 1902 года Институт Цзыцян был перемещен в Дунчанкоу, Учан, и поменял свое название на Институт иностранных языков (方言 學堂), где преподавали географию, историю, математику, право и коммуникации.
С приближением Синьхайской революции 1911 года Институт иностранных языков был вынужден приостановить свою деятельность из-за отсутствия финансирования. В октябре того же года Учанское восстание и конец династии Цин не позволили университету функционировать в нормальном режиме. Институт иностранных языков прекратил свою деятельность.
В 1913 году Министерство образования правительства Бэйяна решило основать в Китае шесть высших педагогических учебных заведений. На основе первоначального местоположения, книжных ресурсов и факультета Института иностранных языков был основан Учанский государственный высший педагогический институт (國立 武昌 高等 師範 學院).
В 1922 году факультеты были расширены на философию образования, китайский, английский, математический, физико-химический, историко-социологический, биологический и географический.
В августе 1923 года университет сменил название на Национальный Учанский педагогический университет (國立 武昌 師範大學). Позже в 1924 году он изменил свое название на Национальный Учанский университет (國立 武昌 大學).
В 1926 году Национальный Учанский университет объединился с Национальным Учанским университетом бизнеса (國立 武昌 的科 大學), Хубэйским медицинским университетом (湖北省 立 醫科大學), Хубэйским юридическим университетом (湖北省 立法 科 大學), Хубэйским университетом искусств и гуманитарных наук (湖北省 立 文科 大學), Учанским частным китайским университетом (私立 武昌 中華 大學), чтобы сформировать Национальный Учанский университет Сунь Ятсена (國立 武昌 中山大學), где впоследствии преподавались такие дисциплины, как искусство, наука, право, бизнес, медицина и языки. Всего в университете было 17 факультетов и 2 кафедры.
В 1928 году Национальное правительство Нанкина на базе первоначального Национального Учанского университета Сунь Ятсена сформировало Национальный Уханьский университет (國立 武漢 大學), состоящего из четырёх факультетов: искусства, права, науки и инженерии.

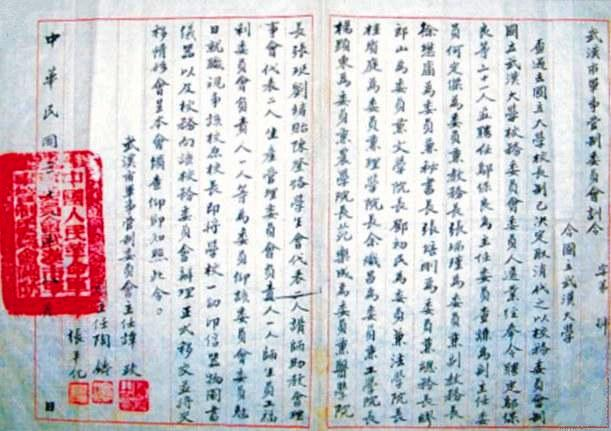
Уведомление Уханьского университета о переходе его под контроль коммунистов.

В феврале 1929 года юрист Ван Шицзе стал первым президентом Уханьского университета. Во время Японо-китайской войны Уханьский университет переехал в Лэшань, провинция Сычуань, а после войны вернулся на прежнее место, на гору Луоцзя.
К концу 1946 года в университете было шесть факультетов: факультет гуманитарных наук, юридический, факультет естественных наук, инженерный, сельскохозяйственный и медицинский. Уханьский университет обладал очень высоким академическим статусом, его последующими президентами были Ван Шицзе, Ван Сингун и Чжоу Гэншэн.
Такие учёные, как Гу Хунмин, Чжу Кечжэнь, Ву Баолян, Чжа Цянь, Гуй Чжитин, Е Яге, Ли Сыгуан, Вэнь Идуо, Хуан Кан, Ю Дафу, Шен Цунвэнь, Чжу Гуанцянь, Лю Цзэ, Лю Юнцзи, Е Шэнтао, Ян Дуаньлю и Ли Цзяннон были преподавателями в этом университете. В 1948 году Оксфордский университет написал официальное обращение в Министерство образования Китайского Национального правительства, согласно которому бакалавры гуманитарных наук и естественных наук, окончившие Уханьский университет со средними баллами выше 80, получат «the senior status of Oxford».
В 1952 году после общей перестановки колледжей и факультетов высших учебных заведений по всей стране Уханьский университет стал университетом свободных искусств и наук, находящимся под непосредственным управлением Министерства высшего образования. Профессор Ли Да, делегат Первого съезда Коммунистической партии Китая, выдающийся философ, экономист и академик Китайской академии наук, в течение 14 лет занимал пост президента университета. Уханьский медицинский колледж и Медицинская школа Тунцзи совместно создали Центрально-южный Медицинский колледж Тунцзи (позднее Уханьский медицинский колледж).

### Слияние
2 августа 2000 года с одобрения Государственного совета Китайской Народной Республики новый Уханьский университет был основан как комбинация четырёх крупных университетов: бывшего Уханьского университета, Уханьского университета гидравлики и электротехники, Уханьского технического университета геодезии и картографии и Хубэйского медицинского университета.
- Уханьский университет гидравлики и электротехники (упрощённый китайский :武汉 水利 电力 大学; традиционный китайский :武漢 水利 電力 大學; пиньинь: Wǔhàn Shuǐlì Diànlì Dàxué; в просторечии: 武 水; Wǔshuǐ).
- Уханьский технический университет геодезии и картографии (упрощённый китайский :武汉 测绘 科技 大学; традиционный китайский: 武漢 測繪 科技 大學; пиньинь: Wǔhàn Cèhuì Kējì Dàxué; в просторечии武 测; Wǔcè).
- Хубэйский медицинский университет (упрощенный китайский: 湖北 医科大学; традиционный китайский: 湖北 醫科大學; пиньинь: Húběi Yīkē Dàxué; в просторечии:湖 医; Húyī).

| Год  | Название университета                                   | Название университета на упрощенном китайском | Название университета на традиционном китайском | Название университета пиньинем       |
| ---- | ------------------------------------------------------- | --------------------------------------------- | ----------------------------------------------- | ------------------------------------ |
| 1893 | Институт Цзыцян                                         | 自强学堂                                      | 自強學堂                                        | Zìqiáng Xuétáng                      |
| 1902 | Институт Фангян                                         | 方言学堂                                      | 方言學堂                                        | Fāngyán Xuétáng                      |
| 1913 | Учанский государственный высший педагогический институт | 国立武昌高等师范学校                          | 國立武昌高等師範學校                            | Guólì Wǔchāng Gāoděng Shīfàn Xuéxiào |
| 1923 | Национальный Учанский педагогический университет        | 国立武昌师范大学                              | 國立武昌師範大學                                | Guólì Wǔchāng Shīfàn Dàxué           |
| 1924 | Национальный Учанский университет                       | 国立武昌大学                                  | 國立武昌大學                                    | Guólì Wǔchāng Dàxué                  |
| 1926 | Национальный Учанский университет Чжоншан               | 国立武昌中山大学                              | 國立武昌中山大學                                | Guólì Wǔchāng Zhōngshān Dàxué        |
| 1928 | Национальный Уханьский университет                      | 国立武汉大学                                  | 國立武漢大學                                    | Guólì Wǔhàn Dàxué                    |
| 1949 | (Старый) Уханьский университет                          | (老) 武汉大学                                 | (老) 武漢大學                                   | (lǎo) Wǔhàn Dàxué                    |
| 2000 | (Новый) Уханьский университет                           | (新) 武汉大学                                 | (新) 武漢大學                                   | (xīn) Wǔhàn Dàxué                    |

## Академический профиль
В 2021 году в Уханьском университете обучалось 29 504 студентов бакалавриата, 19 516 магистрантов, 8 289 докторантов и 1830 иностранных студентов.
В университете работают 3808 штатных преподавателей, в том числе более 2970 штатных профессоров, 8 академиков Китайской академии наук, 6 академиков Китайской инженерной академии, 3 академика Евразийской академии наук, 6 старших профессоров в гуманитарных и социальных наук, а также 15 преподавателей национального уровня.

### Рейтинги и репутация

#### Рейтинг по Китаю
Уханьский университет входит в десятку лучших университетов Китая.
В 2014 году в Рейтинге китайских университетов (CUAA) он занял 5-е место, а в рейтинг Ву Шулянь (Wu Shulian Chinese university ranking) — 7-е место.
В 2015 году в тех же рейтингах он занял 4 и 7 места соответственно.
В 2016 году в Рейтинге китайских университетов (CUAA) он снова занял 4-е место.

#### Мировой рейтинг
В 2020 году портал US News and World Report поставил его на 247-е место в мире и 12-е место в Китае.
Также в 2020 году Академический рейтинг университетов мира поместил его между 151—200 местами в мире, и на 26 место в Большом Китае (включая материковый Китай, Гонконг, Макао и Тайвань).
В четвёртом квартале 2020 года он занял 1-е место среди университетов Восточной Азии по объёму венчурного финансирования, привлеченного стартапами-«единорогами», которые основали выпускники данного вуза.
В 2021 году в рейтинге университетов QS World University Rankings он занял 225-е место в мире и 9 место в Китае.
В рейтинге Times Higher Education World University Rankings по прогнозу на 2022 он займет 157-е место в мире и 8-е место в Китае.

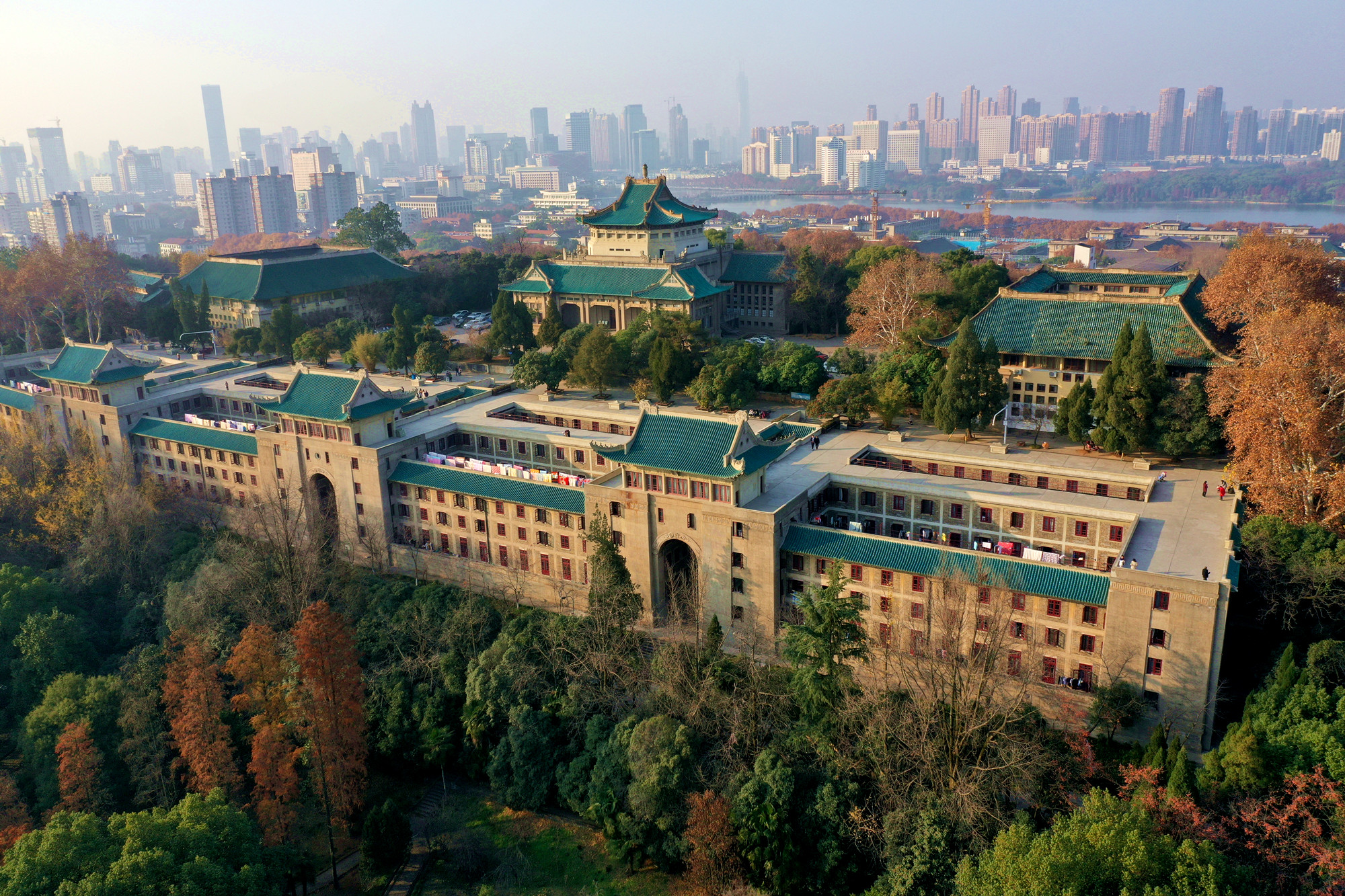
Бывшая библиотека, изображение которой взято за основу логотипа университета

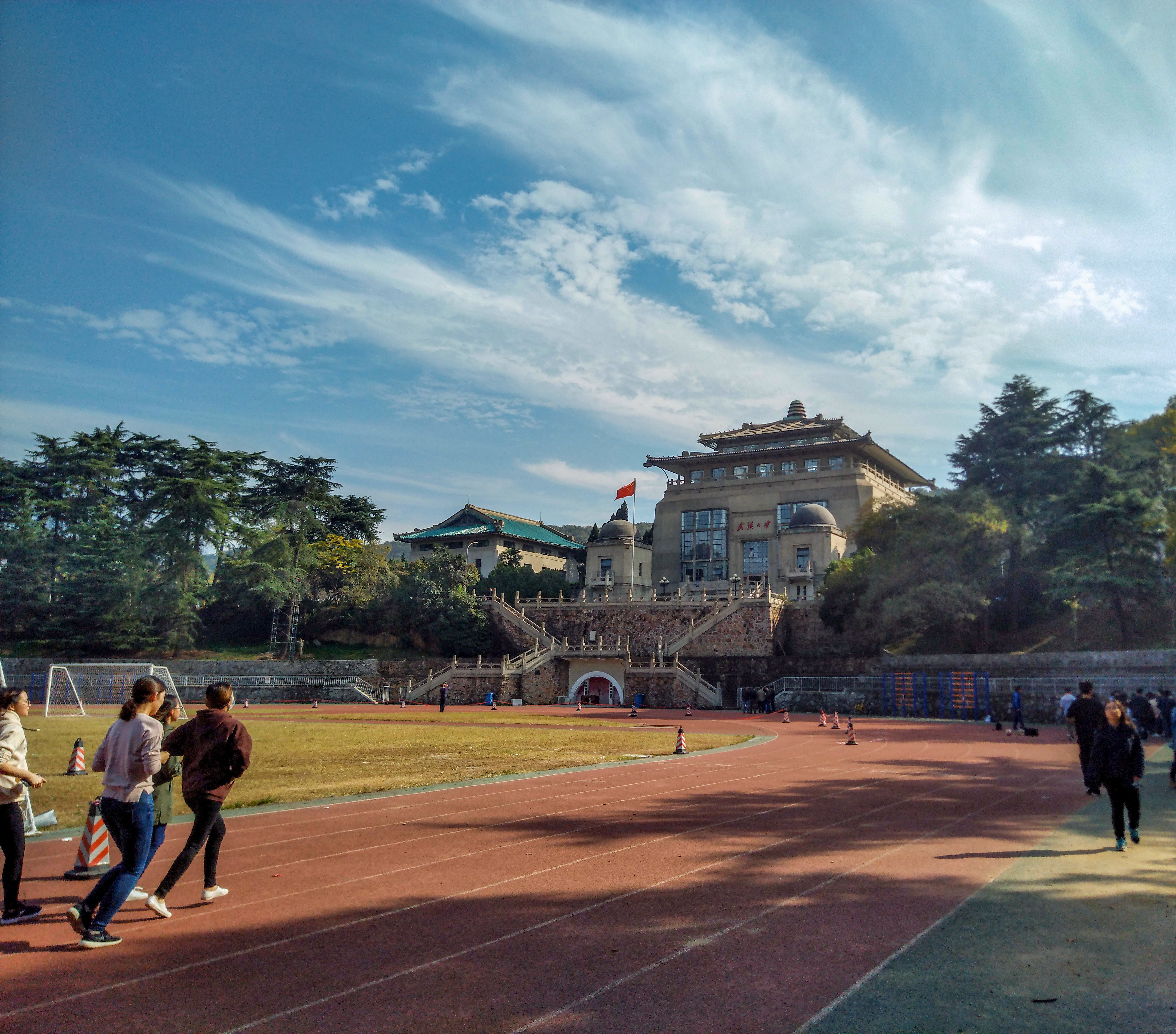
Здание администрации Уханьского университета

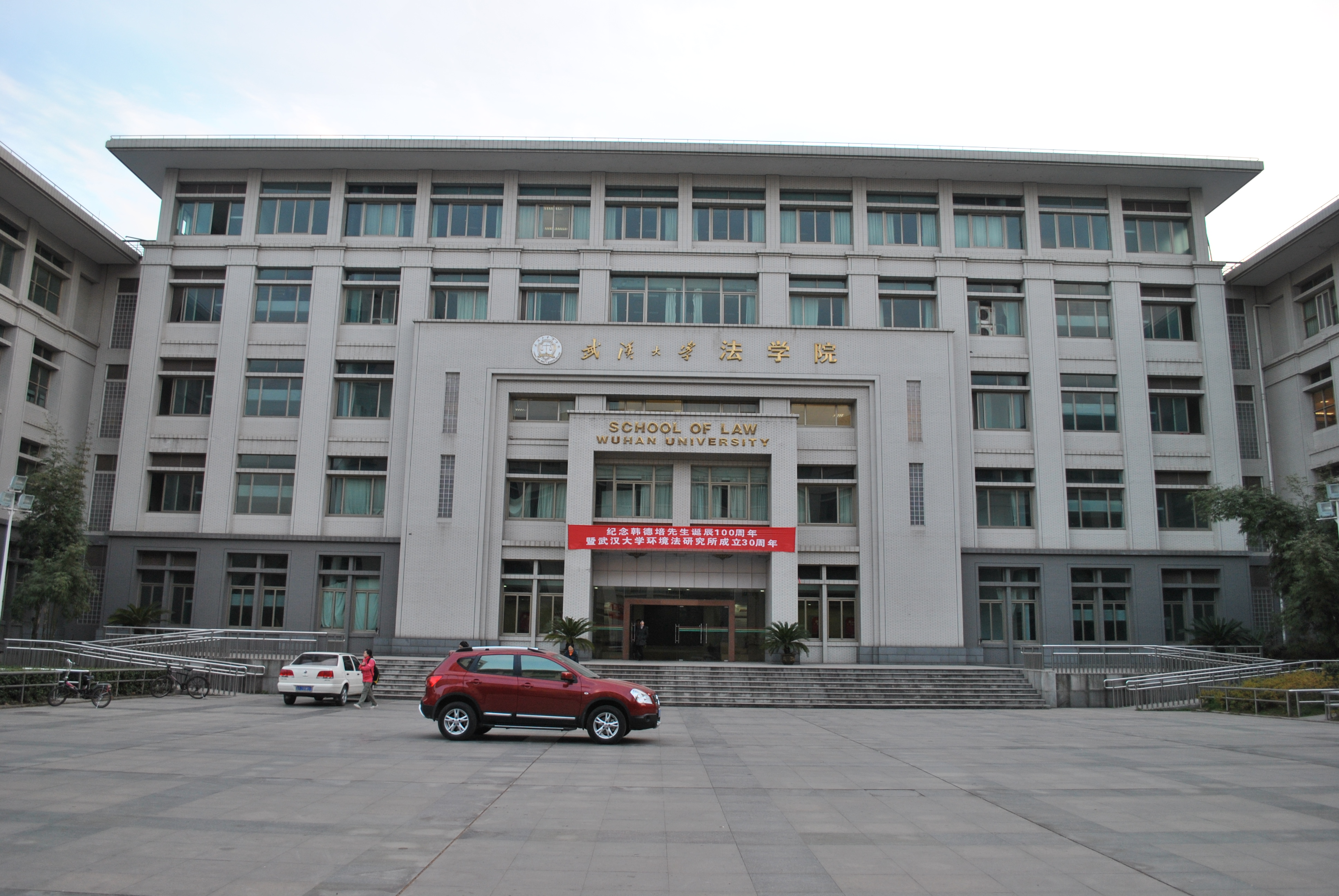
Здание факультета права

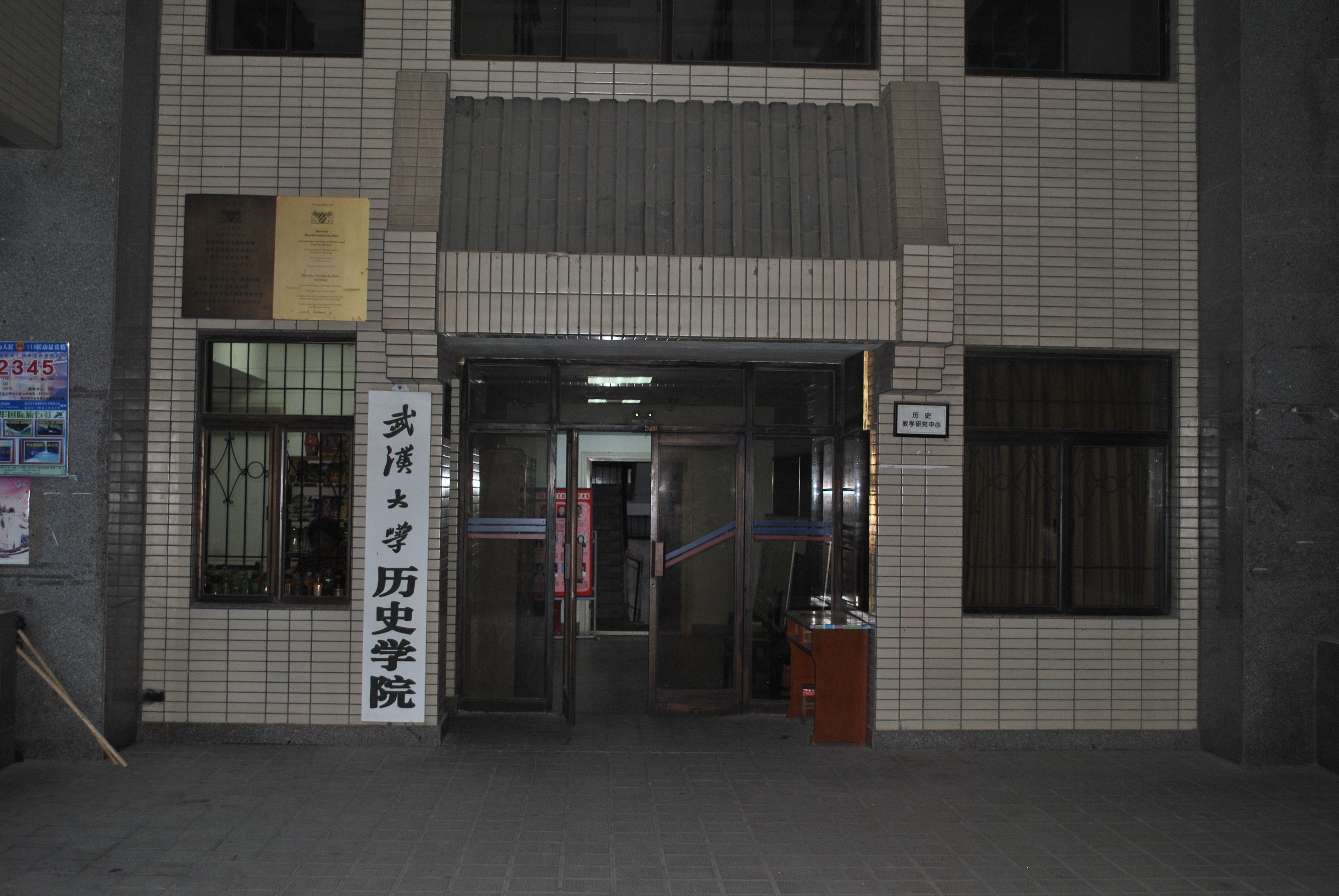
Здание исторического факультета

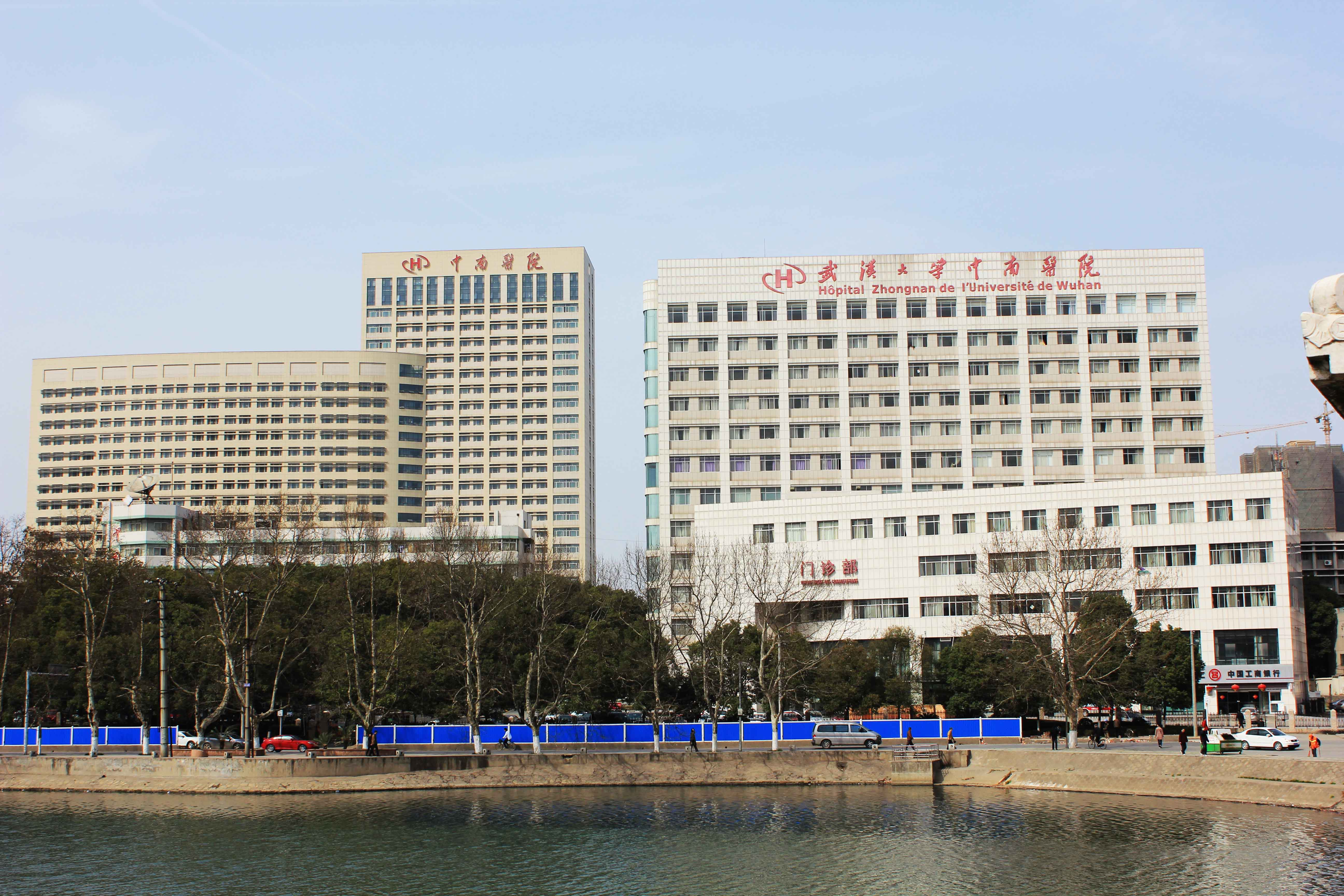
Больница Чжуннань Уханьского университета

Карта расположения кампуса

### Институты и факультеты
- Факультет философии (哲学 学院)
- Факультет китайской классики (国 学院)
- Факультет китайского языка и литературы (文 学院)
- Факультет иностранных языков и литературы (外国 语言 文学 学院)
- Факультет журналистики и коммуникации (新闻 与 传播 学院)
- Факультет искусств (艺术 学院)
- Исторический факультет (历史 学院)
- Факультет экономики и менеджмента (经济 与 管理 学院)
- Юридический факультет (法学院)
- Факультет марксизма (马克思 主义 学院)
- Факультет социологии (社会学 系)
- Факультет политологии и государственного управления (政治 与 公共 管理 学院)
- Факультет педагогики (教育 科学 研究院)
- Факультет информационного менеджмента (信息 管理 学院)
- Факультет международных отношений (国际 教育 学院)
- Факультет математики и статистики (数学 与 统计 学院)
- Факультет физики и технологий (物理 科学 与 技术 学院)
- Факультет химии и молекулярных исследований (化学 与 分子 科学 学院)
- Факультет наук о жизни (生命 科学 学院)]
- Факультет ресурсов и наук об окружающей среде (资源 与 环境 科学 学院)
- Институт перспективных исследований (IAS) (高等 研究院)
- Факультет энергетики и машиностроения (动力 与 机械 学院)
- Факультет электротехники и автоматики (电气 与 自动化 学院)
- Факультет градостроительного проектирования (城市 设计 学院)
- Факультет гражданского строительства (土木 建筑工程 学院)
- Факультет водных ресурсов и гидроэнергетики (水利 水电 学院)
- Факультет электронной информации (电子 信息 学院)
- Факультет компьютерных наук (计算机 学院)
- Факультет кибернетики и инженерии (国家 网络 安全 学院)
- Факультет геодезии и геоматики (测绘 学院)
- Факультет дистанционного зондирования и информационной инженерии(遥感 信息 工程 学院)
- Факультет переработки и уитилизации (印刷 与 包装 系)
- Медицинский факультет (医学院 机关)
- Медицинский научно-исследовательский институт (医学 研究院)
- Факультет фундаментальных медицинских наук (基础 医学院)
- Школа медицинских наук (健康 学院)
- Больница Жэньминь Уханьского университета, Больница общего профиля Хубэй (第一 临床 学院)
- Больница Чжуннань (第二 临床 学院)
- Стоматологический факультет (口腔 医学院)
- Факультет фармацевтических наук (药 学院)
- Медицинское профессионально-техническое училище (医学 职业 技术 学院)

## Кампус
Университет располагается в довольно живописном месте, на горе Луоцзя рядом с красивым Восточным озером. Территория кампуса густо покрыта лесом и зеленью, а ароматные цветы повсюду круглый год. Уханьский университет широко известен как один из самых красивых университетов Китая, особенно благодаря своему цветущему саду сакуры. Каждую весну здесь проводится фестиваль цветения сакуры.
Большинство старинных зданий были спроектированы Ф. Х. Кейлсом (1899—1979). Получив образование в Массачусетском технологическом институте, Кейлс был новатором в сочетании западных архитектурных стилей с традиционными китайскими элементами, что наиболее заметно в конструкциях крыш.
Уханьский университет может похвастаться кампусом общей площадью 3,46 км2 (5195 му) и площадью построек 2,73 км2. Библиотеки университета насчитывают около 5,4 миллиона книг и более чем 10 000 на китайские и зарубежные издания.

## Совместная деятельность
Уханьский университет сотрудничает более чем с 310 университетами и исследовательскими институтами в 53 странах мира и регионах.
- В 2009 году факультет информационного менеджмента при Уханьском университете подписал соглашение о сотрудничестве с Королевской школой библиотечного дела при Копенгагенском университете.
- Уханьский университет в сотрудничестве с Дьюкским университетом и одом Куньшань создал Дьюкский университет Куньшань.

## Культура и искусство
В Уханьском университете ежегодно проводится ряд культурно-массовых мероприятий и фестивалей, таких как:
- Художественный фестиваль «Золотая осень Луоцзя»;
- Международный культурный фестиваль «Золотая осень Луоцзя»;
- Культурный фестиваль студенческих объединений;
- Ярмарка культурных мероприятий на территории кампуса[23].

## Известные выпускники
- Го Моруо, китайский писатель, поэт, историк, археолог и правительственный чиновник из провинции Сычуань, Китай
- Чэнь Танцю, китайский революционер, один из основателей Коммунистической партии Китая
- Шен Цунвэнь, китайский писатель
- Вэнь Идуо, китайский поэт и ученый
- Ли Лонг Лам, гонконгский археолог
- Ли Сыгуан, основатель китайской геомеханики
- Лин Шухуа, китайский писатель-модернист, рассказы которого стали популярными в 20-30-е годы
- Ван Эсян, профессор международного права Уханьского университета, вице-президент Верховного народного суда Китая и вице-президент Революционного комитета Гоминьдана
- Су Сюэлинь, китайский писатель и ученый
- Сяокай Ян, китайско-австралийский экономист
- Ван Тиея, выдающийся китайский юрист и бывший судья Международного уголовного трибунала по бывшей Югославии
- Ли Хаопэй, китайский юрист, дипломат и академик
- Чао Яо Дон, тайваньский политик, экономист и бывший министр экономики (1981—1984)
- У Ми, один из основоположников китайского сравнительного литературоведения
- Чи Ли, современный китайский писатель
- Чжэн Лихуэй, китайский гимнаст, входил в состав сборной Китая, завоевавшей золотую медаль в командных соревнованиях на летних Олимпийских играх 2000 года в Сиднее
- Сяо Хайлян, китайский прыгун, который стал олимпийским чемпионом в синхронном беге с 3-метрового трамплина на летних Олимпийских играх 2000 года
- Ли Да, китайский философ-марксист
- Карим Масимов, премьер-министр Казахстана (2007—2012 гг.)
- Лэй Цзюнь, основатель Xiaomi Tech, одной из крупнейших технологических компаний Китая
- Лю Цзиннань, инженер GPS, член Китайской инженерной академии, бывший президент Уханьского университета
- Сяолинь Ву, компьютерный инженер, изобрел линейный алгоритм программирования, совместно с Си Чжан разработал нейросетевую систему распознавания лиц, дважды представленную в «Обзоре технологий» Массачусетского технологического института, член Института инженеров по электротехнике и электронике[24]
- И Чжунтянь, писатель, историк и профессор Сямыньского университета
- Бин Цзян, профессор в Университете Евле (HIG)
- Тиаре Агилера Эй, политик острова Пасхи

## Инциденты
В 2009 году университет был участником скандала, связанного с коррупцией со стороны его руководителей.

## Примечание
1. ↑  教育部 财政部 国家发展改革委 关于公布世界一流大学和一流学科建设高校及建设 学科名单的通知 (Notice from the Ministry of Education and other national governmental departments announcing the list of double first class universities and disciplines). Дата обращения: 12 сентября 2021. Архивировано 27 марта 2019 года.
2. ↑  10 самых красивых китайских университетов. sina forum (5 августа 2009). Дата обращения: 15 сентября 2021. Архивировано 28 января 2020 года.
3. 1 2  《2016中国大学评价研究报告》出炉 2016中国大学排行榜700强. Дата обращения: 15 сентября 2021. Архивировано из оригинала 10 декабря 2019 года.
4. 1 2  Wuhan University (англ.). The World University Rankings. Дата обращения: 15 сентября 2021. Архивировано 26 октября 2021 года.
5. ↑  "Best Global Universities Rankings: Wuhan University" (англ.). U.S. News. Дата обращения: 15 сентября 2021. Архивировано 15 сентября 2021 года.
6. ↑  Wuhan University. Top Universities. Дата обращения: 15 сентября 2021. Архивировано 9 марта 2021 года.
7. ↑  Academic Ranking of World Universities. shanghairanking.com. Дата обращения: 15 сентября 2021. Архивировано 15 августа 2021 года.
8. 1 2  История Уханьского университета. whu.edu.cn. Дата обращения: 23 сентября 2021. Архивировано 23 сентября 2021 года.
9. ↑  "Wuhan University (merger of Wuhan University, Wuhan University of Hydraulic & Electric Engineering, Wuhan Technical University of Surveying & Mapping, Hubei Medical University in 2000)" (недоступная ссылка — история).
10. 1 2  "Facts & Figures" (англ.). Дата обращения: 23 сентября 2021. Архивировано 23 сентября 2021 года.
11. ↑  中国校友会网2014年中国大学排行榜-新浪教育 (кит.). edu.sina.com.cn.. Дата обращения: 24 сентября 2021. Архивировано 9 июля 2019 года.
12. ↑  武书连2014年中国大学排行榜 武书连2014年中国大学排行榜 (кит.). 新浪教育. Дата обращения: 24 сентября 2021. Архивировано 18 сентября 2018 года.
13. ↑  《2015中国大学评价研究报告》-2015中国大学排行榜700强揭晓 (кит.). Дата обращения: 24 сентября 2021. Архивировано из оригинала 6 мая 2016 года.
14. ↑  武书连2015年中国大学排行榜_腾讯教育_腾讯网 (кит.). edu.qq.com.. Дата обращения: 24 сентября 2021. Архивировано 24 сентября 2021 года.
15. ↑  Wuhan University in China (англ.). usnews.com. Дата обращения: 8 октября 2021. Архивировано 15 сентября 2021 года.
16. ↑  Wuhan University (англ.). Academic Ranking of World Universities. Дата обращения: 8 октября 2021. Архивировано 8 октября 2021 года.
17. ↑  Ranking of Top Universities in Greater China - 2019 (англ.). archive.shanghairanking.com. Дата обращения: 8 октября 2021. Архивировано 8 октября 2021 года.
18. ↑  Olena Ivina. Rating of unicorn universities in q4 2020 (англ.). unicorn-nest.com (23 февраля 2021). Архивировано 9 марта 2021 года.
19. ↑  Wuhan University (англ.). https://www.topuniversities.com/. Дата обращения: 8 октября 2021. Архивировано 9 марта 2021 года.
20. ↑  Wuhan University Ranking (англ.). timeshighereducation.com. Дата обращения: 8 октября 2021. Архивировано 26 октября 2021 года.
21. ↑  Sir Banister Fletcher's a history of architecture. — Architectural Press, 1996.
22. 1 2  Академический профиль (кит.). whu.edu.cn. Дата обращения: 26 сентября 2021. Архивировано 26 сентября 2021 года.
23. ↑  Art & Culture (англ.). whu.edu.cn. Дата обращения: 14 октября 2021. Архивировано 19 октября 2021 года.
24. ↑  Neural Network Learns to Identify Criminals by Their Faces (англ.). technologyreview.com. Дата обращения: 14 октября 2021. Архивировано 17 октября 2021 года.
25. ↑  Chinese education minister sacked for corruption (англ.). The Times of India (1 ноября 2009). Дата обращения: 10 октября 2021. Архивировано 7 сентября 2019 года.